# Folkhälsa
Folkhälsa är den samlade hälsan i en befolkning eller i någon annan större grupp av människor. Folkhälsan omfattar alla aspekter av hälsa, såväl psykisk, social och fysisk. Den mäts ofta genom bland annat medellivslängd, självupplevd livskvalitet, förekomst av olika sjukdomar och/eller dödlighet vid till exempel barnafödande.
Folkhälsovetenskap är en tvärvetenskaplig disciplin som ägnar sig åt att stärka hälsan i en befolkning, till exempel genom folkbildning och genom att förhindra smittspridning eller en ohälsosam livsstil. Folkhälsoarbete omfattar hälsofrämjande och sjukdomsförebyggande arbete för att stärka förutsättningarna för att människor ska kunna ha så bra hälsa som möjligt, till exempel genom att se till att det finns gott om lekplatser och bra miljö för barn och unga att röra sig inom. Centrala fält av folkhälsan är epidemiologi, miljömedicin, yrkesmedicin, och preventiv psykiatri. Folkhälsa bedrivs många gånger tematiskt utifrån ett hälsoproblem eller viss teoretiskt motiverad strategi.

## Sverige
I Sverige är Folkhälsomyndigheten den myndighet som ansvarar för folkhälsoarbetet inklusive smittskydd. Tidigare bedrevs folkhälsoarbetet inom två separata myndigheter, Statens Folkhälsoinstitut samt Smittskyddsinstitutet. Socialstyrelsen gör regelbundet Folkhälsorapporten, som beskriver befolkningens hälsa.
Folkhälsoarbete bedrivs också på regional och lokal nivå. På lokal nivå är det vanligt att ha ett folkhälsoråd och personen som arbetar med detta kallas vanligtvis folkhälsostrateg, folkhälsoplanerare, folkhälsosamordnare.
Folkhälsovetenskap (public health science) är ett tvärvetenskapligt område som studerar samhällsstrukturens, arbetslivets, miljöns, vårdsystemets betydelse för befolkningens hälsa och hälso- och sjukvårdsforskning. Högskoleutbildningarna är mycket populära då det finns ett stort intresse för hälsa medan arbetsmarknaden är relativt sval, därför läggs nu ett antal utbildningar ner runt om i Sverige.
Idag (2020) är den ökande psykiska ohälsan, speciellt bland unga människor, ett växande folkhälsoproblem i Sverige.

### Stöd till folkhälsoarbete i låg- och medelinkomstländer
Sverige stödjer folkhälsoarbetet i låg- och medelinkomstländer, bland annat genom Sidas forskningssamarbete, där forskning inom hälsa utgör en viktig del. Sida stödjer hälsoforskning bland annat inom SRHR (sexuell och reproduktiv hälsa och rättigheter) och infektionssjukdomar som i särskilt hög grad drabbar människor som lever i fattigdom, exempelvis tuberkulos och malaria. Under de senaste decennierna har stödet till hälsoforskning i ekonomiskt fattiga länder ökat betydligt globalt sett. En baksida av det ökade intresset från givare är en stor mängd initiativ och projekt som är dåligt koordinerade med varandra. För att främja samarbete och koordinering, och säkerställa att resurserna fördelas på ett rimligt sätt mellan olika mottagarländer, har Sida gått i bräschen för bildandet av ESSENCE, som samlar ett brett spektrum av givare inom hälsoforskning för att underlätta dialog och koordinering av insatserna.
Inte minst Covid-19-pandemin har visat betydelsen av att alla världens länder, inklusive låg- och medelinkomstländer, har starka hälsosystem och åtminstone ett minimum av egen forskningskapacitet inom hälsa. I en artikel publicerad 2020 i Annals of Global Health, föreslår ESSENCE-gruppen en mekanism för att åskådliggöra vilka satsningar som görs för att stärka hälsoforskningskapaciteten i olika låg- och medelinkomstländer. Mekanismen är ämnad att ge givare den information de behöver för att identifiera luckor i finansieringen och visa på möjligheter för samarbete. Målet är att alla världens länder ska ha åtminstone ett minimum av hälsoforskningskapacitet, både för att klara löpande hälsoarbete och för beredskap inför och under pandemier.

## Finland
I Finland är det Institutet för hälsa och välfärd, underställt finska social- och hälsovårdsministreriet, som ansvarar för folkhälsoarbetet. Det finns även en finlandssvensk organisation vid namn Samfundet Folkhälsan som bedriver friskvårdsarbete samt forskning.

## Europeiska unionen
Jämte allmän ordning eller inre säkerhet utgör folkhälsa en av tre grunder för vilken den fria rörligheten för personer inom Europeiska unionen kan begränsas. Sådana begränsningar får endast göras i väldigt restriktiva fall och måste då ske med hänsyn till en sjukdom som är epidemisk enligt Världshälsoorganisationen eller annan epidemisk sjukdom för vilken särskilda restriktiva åtgärder även gäller den egna befolkningen.